# Stříbrné jezírko
Stříbrné jezírko je přírodní památka poblíž vsi Jestřabí, jedné z místních částí města Fulnek v okrese Nový Jičín. Jezírko, obklopené lesem, se nachází v lokalitě zvané Pohořské vrchy, zhruba jeden a čtvrt kilometru jihozápadně od Jestřabí. Chráněné území je v péči Krajského úřadu Moravskoslezského kraje.

## Předmět ochrany
Důvodem ochrany je zaplavený galenitový důl, významný biotop vodních živočichů a obojživelníků.